# والپادانا
والپادانا (ایتالیایی: Valpadana) تولیدکنندهٔ ایتالیایی تراکتور است. این شرکت در فاببریکو، ایتالیا مستقر است. در سال ۱۹۹۵ والپادانا توسط آرگو خریداری‌شد و اکنون جزئی از گروه تراکتورهای آرگو است.